# Força de Planck
Força de Planck é a derivada da unidade de força resultando das definições básicas das unidades de Planck para tempo, comprimento, e massa. É igual a unidade natural de momento dividida pela unidade natural de tempo.
{\displaystyle F_{P}={\frac {m_{P}c}{t_{P}}}={\frac {c^{4}}{G}}=1.21027\times 10^{44}{\mbox{ N.}}}